# Phelsuma andamanense
Phelsuma andamanense Blyth, 1861 è un piccolo sauro della famiglia Gekkonidae, endemico delle isole Andamane e Nicobare.

## Descrizione
Questo geco può raggiungere la lunghezza di 14 cm. Ha una livrea di colore verde brillante, con punteggiature rosso-brune.

## Biologia
Ha abitudini diurne e arboricole.
Si nutre prevalentemente di insetti, ma anche di nettare e frutti.
È una specie ovipara.

## Distribuzione e habitat
È una specie abbastanza comune nelle isole Andamane e Nicobare.
Vive su palme e banani, spesso anche all'interno di coltivazioni e insediamenti umani.

## Conservazione
La IUCN Red List classifica P. andamanense come specie a basso rischio (Least Concern).